# توماس إتش. ميلر
توماس إتش. ميلر هو محرر وسياسي أمريكي، ولد في 11 أبريل 1925، وتوفي في 25 مايو 2001. نشط حزبياً في الحزب الجمهوري. وقد انتخب عضو مجلس نواب ولاية آيوا ‏.